# Aldo Corazza
Aldo Corazza (Cavarzere, 16 luglio 1878 – Padova, 12 dicembre 1964) è stato un pioniere dell'aviazione italiano.

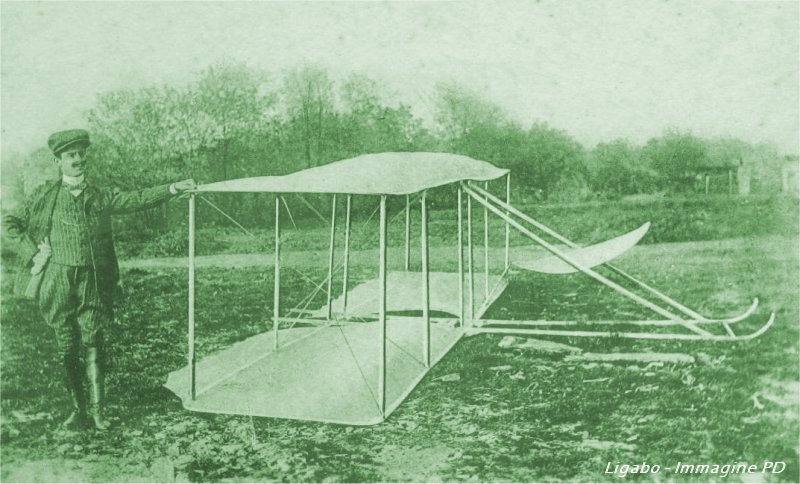
Aldo Corazza poco prima di effettuare il primo volo moderno italiano, con il suo "Corazza I", a Ca' Barbaro, nel settembre 1904

Modesto impiegato telegrafista all'ufficio postale di Este, fu tra i primi italiani ad interessarsi degli esperimenti compiuti dai fratelli Wright e da Octave Chanute, con i quali ebbe un fitto scambio di corrispondenza.
Dopo alcuni tentativi, Corazza realizzò il libratore biplano "Corazza I" con il quale, nel settembre 1904, riuscì a compiere un volo librato di alcune centinaia di metri, lanciandosi dalle colline di Ca' Barbaro, presso Baone. Fu il primo volo di un mezzo più pesante dell'aria effettuato in Italia. Dopo la distruzione del primo apparecchio, l'anno successivo realizzò un nuovo biplano, il "Corazza II" più grande del primo, con l'ossatura in legno di noce. 
Gli esperimenti di Corazza destarono l'attenzione del Conte Almerico da Schio, luminare delle scienze aeronautiche, che incoraggiò Corazza a proseguire nelle sperimentazioni. Impossibilitato all'acquisto di un motore, Corazza lavorò alla realizzazione del "Corazza III", un aerocicloplano a doppia elica con propulsione a pedali, che presentò all'Esposizione Internazionale di Milano del 1906. L'aerocicloplano era l'unico apparecchio reale presente all'esposizione e valse a Corazza il premio della medaglia d'argento della commissione giudicatrice. Non poté però essere sperimentato perché il concorso indetto dal comitato dell'Esposizione sul lago di Como, non ebbe più luogo.
Riportato ad Este, e mancandogli i mezzi per erigere il piano inclinitato necessario per il lancio dell'aereobiciclo, Corazza pensò di eliminare la bicicletta, le eliche e i due piani intermedi, trasformando la macchina in "planeur" biplano del tipo Wright. E così nacque il "Corazza III bis", che servì alla stagione di voli 1906, nella quale Corazza raggiunse i cento metri di planata, prima che un brusco atterraggio rovinasse anche questo esemplare.
L'ultima realizzazione nel 1907 fu il "Corazza IV", planeur con cui eseguì numerosi voli librati.
Nonostante i buoni risultati e l'interessamento della stampa, Corazza era privo di adeguate risorse economiche e non riuscì a trovare alcuna industria disposta ad investire i capitali necessari per le sperimentazioni del volo a motore.

## Fonti
- Gazzetta di Venezia, 29 novembre 1904
- Corriere della Sera, 13/14 dicembre 1904
- L’esposizione Illustrata di Milano 1906 – Giornale ufficiale del comitato esecutivo, Settembre 1906, dispensa 34a, pp. 271-272
- L’Aviatore italiano, II (1910), 11, pp. 54-55
- Cosimo Canovetti, L’aviazione in Italia, Emporium, N. 35, gennaio 1912, p. 445
- Cosimo Canovetti, Aviation in Italy, The Aero, Vol. VI, No. 111, June 1912, pp. 160-162
- Franco Locati, L’aerocicloplano di Aldo Corazza, in L’Ala d’Italia, V (1927), 6, pp. 345-48
- Jotti da Badia Polesine, Aldo Corazza. Il pioniere italiano del volo a vela, in Le Vie dell’aria, V (1933), 6, p. 7;
- Mario Cobianchi, Pionieri dell’aviazione in Italia, Editoriale aeronautico, Roma, 1943
- Rodolfo De Angelis, Volò per primo l'impiegato postale, su La Domenica del Corriere, 9 dic. 1956;
- Luigi Luppi, Padova nella storia del volo, Padova, 1984
- Angelo Augello, Padova nella storia del volo, Padova e il suo territorio, n. 104 - agosto 2003
- Ovidio Ferrante, I pionieri del volo e i primi sodalizi aeronautici in Italia, Rivista Aeronautica, n.1/2009, Aeronautica Militare, Roma
- Matteo Ballarin, Aldo Corazza e le sue macchine volanti, Euganeamente,  N.25 - Aprile Maggio 2018